# Občina Vitanje
Občina Vitanje je jednou z 212 občin ve Slovinsku. Nachází se v Savinjském regionu na území historického Dolního Štýrska. Občinu tvoří 8 sídel, její rozloha je 59,4 km² a k 1. lednu 2017 zde žilo 2 271 obyvatel. Správním střediskem občiny je městys Vitanje.

## Geografie
Na území občiny zasahuje horský masiv Pohorje. Nejvyšším bodem je vrch Turn (1 463 m) na severu. Územím občiny prochází od severozápadu směrem na Zreče silnice č. 431. Ve Vitanji na jih odbočuje silnice č. 693 směrem na Vojnik.

## Členění občiny
Občina se dělí na sídla: Brezen, Hudinja, Ljubnica, Paka, Spodnji Dolič, Stenica, Vitanje, Vitanjsko Skomarje.

## Sousední občiny
Sousedními občinami jsou: Mislinja na západě a severu, Zreče na východě, Vojnik na jihu a Dobrna na jihozápadě.